# 1556
Відродження •  Реформація •  Доба великих географічних відкриттів •  Ганза

## Геополітична ситуація
Османську державу очолює Сулейман I Пишний (до 1566). Римським королем є Фердинанд I Габсбург (до 1564). У Франції королює Генріх II Валуа (до 1559).
Середню частину Апеннінського півострова займає Папська область. Неаполітанське королівство на півдні захопила Іспанія. Венеціанська республіка залишається незалежною, Флорентійське герцогство, Генуя та герцогство Міланське входять до складу Священної Римської імперії.
Королем Іспанії є Філіп II Розсудливий. В Португалії королює Жуан III Благочестивий (до 1557). Королевою Англії є Марія I Тюдор (до 1558). Королем Данії та Норвегії — Кристіан III (до 1559). Королем Швеції — Густав I Ваза (до 1560). Королем Угорщини та Богемії є римський король Фердинанд I Габсбург (до 1564). Королем Польщі та Великим князем литовським є Сигізмунд II Август (до 1572). Московське князівство очолює Іван IV (до 1575).
Галичина входить до складу Польщі. Волинь та Придніпров'я належить Великому князівству Литовському.
На заході євразійських степів існують Кримське ханство, Астраханське ханство, Ногайська орда. Єгиптом володіють турки. Шахом Ірану є сефевід Тахмасп I.
У Китаї править династія Мін. Значними державами Індостану є Імперія Великих Моголів, Біджапурський султанат, Віджаянагара. В Японії триває період Муроматі.
Триває підкорення Америки європейцями. На завойованих землях ацтеків існує віцекоролівство Нова Іспанія, на колишніх землях інків — Нова Кастилія.

## Події

### В Україні
- Митрополитом Київським, Галицьким і Всієї Русі став Сильвестр Белькевич.
- Чорний Острів отримав магдебурзьке право.
- Похід запорізьких козаків під владою Дмитра Вишневецького та охочих московитів дяка Ржевського на Іслам-Кермен.
- У Свято-Троїцькому монастирі в Ізяславі почалися роботи з написання Пересопницького Євангелія[1].
- Збудовано львівську Порохову вежу.
- Письмова згадка про Верхнє Гусне та Нижнє Гусне (Турківський район).
- Заснування українським православним князем Дмитром Вишнивецьким на острові Мала Хортиця першої Запорозької Січі.

### У світі

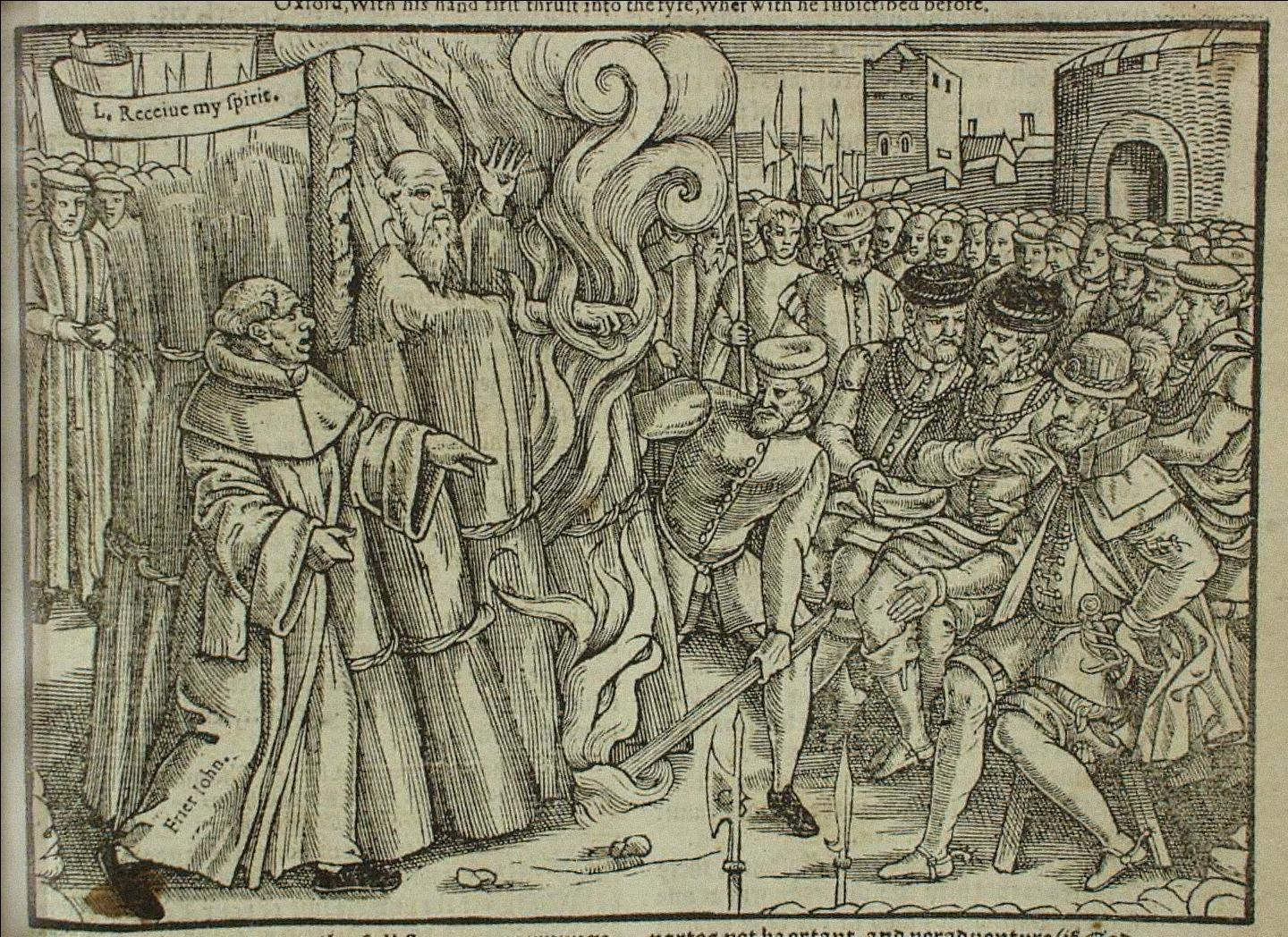
21 березня: Страта Томаса Кранмера в Оксфорді. Джон Фокс. «Книга мучеників» (1563)

- Астраханське ханство приєднане до Московського царства.
- скінчилась остання московсько-казанська війна.
- У Московії земською реформою Івана Грозного ліквідовано систему кормління, тобто отримання частини податків боярами.
- Карл V Габсбург передав Королівство Іспанія своєму сину Філіпу II.
- Янош II Жигмонд Заполья за рішенням сейму повернув собі правління в Трансильванії під сюзеренітетом турецького султана.
- У лютому Франція та Іспанія уклали між собою перемир'я, але в листопаді війна відновилася.
- В Англії оголошено єретиком і страчено архієпископа Кентерберійського Томаса Кранмера.
- Державу моголів очолив тринадцятирічний Акбар I Великий. Його опікунами стали Адхам-хан та Байрам-хан.
- Полководець моголів Байрам-хан розгромив індуські війська Хему Вікрамадітьї у Другій Паніпатській битві.
- Відбувся землетрус у Шеньсі, найпотужніший в історії людства. За оцінками загинуло 830 тисяч людей.

## Народились
Докладніше: Народилися 1556 року

## Померли
Докладніше: Померли 1556 року
- 21 жовтня — Аретіно П'єтро, італійський письменник-гуманіст кінця епохи Відродження, один із засновників публіцистики в Італії і взагалі в Європі.
- 31 липня — Ігнатій Лойола, засновник Товариства Христа (єзуїтів), католицького ордену освітян і місіонерів, активний борець із протестантською Реформацією.